# Acto Institucional Número Seis
El Acto Institucional Número Seis o AI-6 fue decretado el 1 de febrero de 1969 por el presidente Costa e Silva y publicado en el Diario Oficial de Brasil el 3 de febrero de 1969.
Su intención era reducir de 16 hasta 11 el número de magistrados miembros del Supremo Tribunal Federal (STF). Fueron enviados a la reserva por decreto y de un plumazo los magistrados Antônio Carlos Lafayette de Andrada y Antônio Gonçalves de Olivo, que se habían manifestado públicamente contra el cese de otros miembros del Alto Tribunal.
El decreto establecía también que los crímenes contra la seguridad nacional serían juzgados por la Justicia Militar y no por el Supremo Tribunal Federal (STF).
El 7 de febrero de 1969 se produjeron 33 ceses, entre ellos 11 diputados de la Arena. El día 16 de febrero hubo una nueva lista de depurados por el régimen militar.

## Signatarios
El acto institucional fue firmado, en el orden que aparece en el documento oficial, por:
| - Costa e Silva - Luís Antônio da Gama e Silva - Augusto Rademaker - Aurélio de Lira Tavares - José de Magalhães Pinto - Antônio Delfim Netto - Mário Andreazza - Ivo Arzua Pereira | - Tarso Dutra - Jarbas Passarinho - Márcio de Sousa Melo - Leonel Tavares Miranda de Albuquerque - Antônio Dias Leite Júnior - Edmundo de Macedo Soares e Silva - Hélio Beltrão - José Costa Cavalcanti - Carlos Furtado de Simas |